# Fokker Eindecker

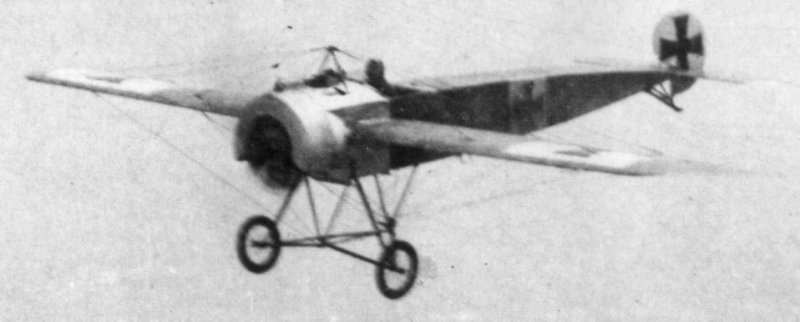
Le Fokker Eindecker en 1916

Les Fokker Eindecker sont une série d’avions de chasse monoplans (dont la silhouette caractéristique leur ont valu cette désignation) élaborée par Anton (Anthony) Herman Gerard Fokker, pionnier néerlandais de l’aviation.
Plusieurs innovations essentielles des aéronefs Fokker du type E.I à Fokker E.IV vont les distinguer entre parmi concurrents et adversaires de la Première Guerre mondiale : structure en acier, mitrailleuse synchronisée, qui lui donnèrent une supériorité sur les avions alliés, au point que les pilotes ont alors parlé du Fokker Scourge, le « fléau Fokker », jusqu’à la mise en service du Nieuport XI BB en 1916.
Les Fokker Eindecker ont équipé les aviations de guerre allemande, austro-hongroise, bulgare et ottomane, et offert aux as allemands Max Immelmann et Oswald Boelcke l’occasion de remporter plusieurs victoires. La silhouette monoplan et les performances de l’appareil l’ont popularisé dans les livres, au cinéma, dans les jeux vidéo et en modélisme, comme l’un des avions de chasse caractéristiques de l’aviation allemande de l'époque (avec le Fokker Dr.I) qui commençait à se constituer.

## La genèse des FokkerEindecker
Juste avant la guerre après un mauvais départ avec son petit « Spin », le jeune aéronaute et fondateur de la Fokker Aeroplanbau GmbH a fait sensation sur le ministre de la guerre allemand en effectuant un looping sur un monoplan biplace d’observation que lui a inspiré le Morane Saulnier type H. L’avion de l’ingénieur en aéronautique Anthony Fokker s’en distingue néanmoins avec une série d’améliorations sur l’avion de course français, en ce qui concerne notamment l’utilisation massive du métal dans la structure et le revêtement des parties sensibles de l’appareil, en particulier le moteur. C’est le début de la légende du Fokker Eindecker, qui commence à équiper l’aviation militaire naissante de l’armée allemande avec son type M.5 désigné A.I sur le front.
L’avion se caractérisait par sa petite taille et une silhouette monoplan à aile basse qu’il allait conserver tout au long de sa série et qui contribua beaucoup à établir sa renommée. Les aéroplanes jusqu’au milieu des années trente ne pouvant guère pallier le manque de puissance des moteurs à explosion que par une augmentation significative de leur surface alaire, étaient en grande majorité multiplans. Mais les Fokker Eindecker étaient propulsés par un excellent moteur Gnome et Rhône produit sous licence par Oberursel, et bénéficiaient d’une structure renforcée en acier tubulaire. Mais ce qui allait définitivement asseoir la légende des Fokker Eindecker fut l’invention de la synchronisation du pas de l’hélice avec les tirs de mitrailleuse.

### Du Fokker A.I au A.III (M.5)
Les débuts du Fokker Eindecker sont étroitement liés à ceux de l’expérience du lieutenant Otto Parschau sur l’un de ces Fokker dépourvus d’armement, équipant les forces aériennes allemandes pour effectuer des observations et des transmissions sur les fronts ouest et est. L’avion du lieutenant Parschau avait la particularité d’être en peint dans une teinte de vert, couleur de son régiment. À partir de l’automne 1914 dans les secteurs belge et champenois du front où il a servi successivement, l’avion de l’officier aviateur est utilisé pour une série de tests d’adjonction de mitrailleuse. Une MG 14 Parabellum est fixée sur le capot moteur, et tire à travers l’hélice du Fokker, provoquant des tirs aléatoires lorsque les balles rencontrent les pales de l’hélice. Sur les biplans, ce fâcheux inconvénient avait été contourné en montant l’arme au-dessus de l’aile supérieure, solution impraticable sur les Fokker Eindecker. Malgré ce problème qui pouvait même constituer un danger pour le pilote, le lieutenant Parschau remporte plusieurs victoires en combat aérien, et son Fokker A.III reçoit la désignation de E.I. Plus tard, il devient instructeur et il aura les futurs as Oswald Boelcke et Max Immelmann sous ses ordres.
Les autres évolutions des premiers Fokker Eindecker M.5 se rapportent à la puissance du moteur Oberursel qui les équipe, ainsi qu’à une généralisation encore plus poussée de l’utilisation du métal dans les parties sensibles et la structure de l’aéroplane.

## Le Fokker E.I
La nouvelle désignation E.I du Fokker Eindecker A.III correspond au type de missions qui lui sont désormais attribuées en raison des victoires aériennes remportées par les aviateurs militaires allemands. Fort d’une commande de 20 appareils, le jeune avionneur ne cesse de perfectionner son avion, qui est sur le point d’acquérir une redoutable réputation grâce à 2 innovations, que les circonstances et l’intuition d’Anthony Fokker vont lui apporter. Jusqu’au modèle E.I, les désignations des appareils diffèrent pour l’armée (A) et pour le constructeur (M.5), qui proposa en plus une version rallongée (M.5L), qui fut adoptée par l’armée de l’Air austro-hongroise, et expérimentale (M.5K).

### Généralisation de l’utilisation du métal
Bien que les caractéristiques générales eussent énormément rappelé celles du Morane Saulnier H, qui valurent longtemps à Anthony Fokker certaines suspicions, l’ingénierie de l’aéroplane en faisait un appareil complètement original. Fokker, qui au début de sa carrière a travaillé dans l’automobile, se concentre sur l’optimisation du moteur Oberursel qui, bien que dérivé d’un excellent produit français sous licence, restait en deçà des performances de ce dernier, et lui demeura toujours inférieur. C’est en étamant certaines des pièces du capot moteur qu’il parvient à améliorer le rendement du moteur, sans qu’on n’ait encore jamais vraiment compris pourquoi. C’est un système analogue auquel aura recours plus tard Donald Hall (en) avec le fameux Spirit of St. Louis de Charles Lindbergh.

### Synchronisation de l’hélice avec les tirs
L’un des obstacles à l’utilisation des avions comme arme offensive au début de la Première Guerre mondiale est constitué par le débattement de l’hélice qui gêne l’adjonction d’arme à feu sur les appareils. Différentes alternatives ont été tentées pour régler la trajectoire du tir au-delà :
1. La fixation d’une mitrailleuse au-dessus de l’aile supérieure ;
2. Un moteur à hélice propulsive pour libérer la place à l’avant ;
3. L’ajout d’un opérateur à l’avant ou l’arrière, debout pour tirer.

Aucune de ces solutions n’étant réellement pratique et satisfaisante malgré l’invention brevetée de Raymond Saulnier en 1913, et qui ne put être mise en œuvre à cause des tirs par trop aléatoires de la mitrailleuse Hotchkiss en service dans l’armée française. Aucune de ces solutions n’était envisageable de toute façon pour un appareil aussi léger et de dimensions réduites que le Fokker Eindecker. C’est la prise du Morane Saulnier de Roland Garros qui a par incidence fait ressurgir l’invention française que la MG 14 allemande est capable de supporter. Le 18 avril 1915, l'aviateur français est contraint de se poser en catastrophe dans les lignes allemandes, le réservoir de son Morane Saulnier type L a été percé par des balles allemandes au-dessus du territoire belge occupé. Le pilote et son appareil capturé, les militaires allemands vont solliciter Anthony Fokker pour qu’il adapte l’astucieux système de blindage de l’hélice imaginé par l’aviateur français et qui a tout de suite été remarqué par ses adversaires. Mais sans succès, car les balles elles-mêmes blindées de la MG 14 ont un effet dévastateur sur l’hélice renforcée. Mais l’avionneur est en revanche attiré par l’autre innovation en dotation sur le système d’armes de l’avion français, mais qui n’était pas visible sans le démonter. Avec la MG 14, la cadence de tir est beaucoup plus régulière, et le système de came, qui bloque son tir au passage de l’hélice est parfaitement idoine.

## Le Fokker E.II
Comme pour la plupart des avions de l’époque, Les Fokker Eindecker ont un moteur trop peu puissant pour ce qu’on leur demande dans la guerre, et des qualités quelquefois contradictoires. La nouvelle version du Fokker (E.II) va bien recevoir un moteur Oberursel de 100 ch, plus puissant. Mais également plus gourmand, ce qui entraîne un allongement du fuselage pour contenir le réservoir de 100 litres. Le Fokker E.II (ou M.14) est aussi modifié pour avoir désormais les caractéristiques d’un véritable avion de chasse monoplace, en conformité avec ses nouvelles missions et appellation (E au lieu de A). C’est aussi l’occasion d’une montée en puissance de l’avion sur les fronts, avec 23 appareils en dotation dans l’aviation de chasse allemande. Mais une voilure rétrécie allait aussi porter préjudice à ses performances, et c’est réellement avec la version E.III que le Fokker Eindecker allait provoquer des ravages et connaître une terrible renommée dans le ciel.

## Le Fokker E.III

### L’alourdissement de l’appareil
Les exigences de ses commanditaires pressant Anthony Fokker d’armer son aéroplane encore plus lourdement, la chasse au poids que le constructeur a toujours mené dans le développement de ses appareils allait devenir encore plus déséquilibrée. Mais c’est surtout l’apparition du "Bébé" Nieuport dans le ciel français début  1916 qui allait porter un coup fatal aux Fokker Eindecker.

## La légende des FokkerEindecker

### Reliques
Un seul appareil d’époque a été conservé, capturé en bon état près de Saint Omer après un atterrissage d’urgence en avril 1916 sur l’aérodrome occupé par les Anglais. Il s’agit d’un modèle E.III portant le numéro de série 210/16 désormais exposé au Science Museum de Londres (Royaume-Uni).
Une réplique de Fokker E.III Eindecker est exposée au musée de l’armée de l’Air de Berlin-Gatow (Allemagne).

### Livres
Les circonstances de la guerre ont mis les aviateurs anglais plus souvent en face du Fokker Eindecker. Comme ils étaient moins bien équipés que leurs alliés français de surcroît, ils sont à l’origine d’un véritable culte. La plupart des ouvrages qui ont été consacrés à cet aéronef, ou qui en font mention sont donc plus nombreux en langue anglaise. On relève en particulier un ouvrage récent, Nieuport 11/16 Bébé VS Fokker Eindecker (Western Front 1916) de Jon Guttman, avec des contributions françaises de Christophe Cony et David Méchin.

### Cinéma
L’absence d’appareils de cette époque en état de vol, ainsi qu’une silhouette très caractéristique dont le grand public est susceptible de se méprendre ne contribue pas à des apparitions répétées des Fokker Eindecker au cinéma si elle n’est pas contextualisée. On ne compte donc qu’une seule apparition du monoplan dans le film intitulé Le Tigre du ciel (film, 1976), mais il n’en demeure pas moins anachronique, puisque l’action se situe en 1917, alors que tout le contingent de Fokker Eindecker a déjà été retiré du front ouest à l’été 1916.

### Modèles réduits
Si le grand public en général voit les avions de la Grande Guerre en biplans, les passionnés de modélisme et d’aéromodélisme cultivent la légende de ce monoplan qui apporta de nombreuses innovations et des concepts qui sont toujours en vigueur aujourd’hui dans le domaine aéronautique.

### Jeux vidéo
Dans le jeu Hostile Skies, le joueur est invité à tirer sur un Fokker Eindecker depuis son biplan. Mais pour éviter qu’il ne se trompe d’objectif, les silhouettes des aéroplanes sont bien différenciées : biplan contre monoplan.